# Marguerite Zorach
Marguerite Zorach (née Thompson le 25 septembre 1887 à Santa Rosa et morte le 27 juin 1968 à New York) est une artiste peintre, designer textile, xylographe, peintre murale américaine appartenant au mouvement artistique du fauvisme.

## Biographie
Marguerite Zorach grandit à Fresno, fréquente l’école publique, et prend des cours particuliers de l’art, de musique et de langues. En 1908 elle est admise à l’Université Stanford. Sa tante maternelle, institutrice retraitée, peintre amateur et amie de Gertrude Stein vit à Paris. Elle invite Marguerite chez elle afin qu’elle apprenne la peinture classique. La jeune fille interrompt les études à peine commencées. Le jour de son arrivée à Paris elle visite le Salon d’automne. Elle est émerveillée par les couleurs pures et la touche du pinceau vive et marquée des fauves,.
Au salon de Gertrude Stein, elle fait la connaissance d’Ossip Zadkine et de Picasso.Elle échoue à l’examen d’admission à l’École nationale supérieure des beaux-arts parce qu'elle n'a jamais dessiné de nu d’après modèle vivant. Pendant une période, elle est l’élève de Jean Francis Auburtin à l’ Académie de la Grande Chaumière puis elle s’inscrit à l’Académie de la Palette où elle suit les cours de Jacques-Émile Blanche et de John Duncan Fergusson, coloriste écossais  ,. Elle expose en 1909 au Salon de peinture et de sculpture et au Salon d’automne en 1910 et 1911.
En 1909, elle part en voyage et visite des musées et des galeries d’art en Suisse, Italie, au sud-ouest de la France, en Espagne, Allemagne, Belgique et au Royaume-Uni. Elle voyage jusqu’à Jérusalem, Mumbai, Jaipur, Mandalay, Hong Kong et Yokohama. Ses tableaux créés au cours des voyages sont caractérisés par ses couleurs crues et ses touches dynamiques. Marguerite se déclare post-impressionniste, mais selon les critiques d’art, ses tableaux créés depuis son arrivée à Paris sont influencés par le courant fauviste.
Elle écrit des reportages sur Paris, sur ses études artistiques, et ses voyages. Les articles sont publiés au Fresno Morning Republican. En 1912, elle retourne aux États-Unis, ses peintures sont exposées à Fresno et à Los Angeles. Le public et les critiques d’art trouvent ses tableaux choquants. Marguerite est très déçue et s’installe à New York, où elle épouse le peintre et sculpteur William Zorach en 1913. Elle participe en 1913 à l’Armory Show. Le couple Zorach expose en 1916 à The Forum Exhibition of Modern American Painters. En 1920 Marguerite est récompensée par le Logan Medal of the Arts. Elle est invitée en 1920 à la New Tendencies Exhibition organisée à Philadelphie .
Après la naissance de leur fille, elle abandonne le pinceau et se tourne vers les arts textiles, broderie, batik, tapis houqué et vers la xylographie et l’estampe . Dans les années trente et quarante elle réalise des peintures murales et enseigne à Université Columbia. En 1945, elle reprend la peinture présente ses toiles, en solo et en groupe, dans les galeries d’art de New York.

## Œuvres

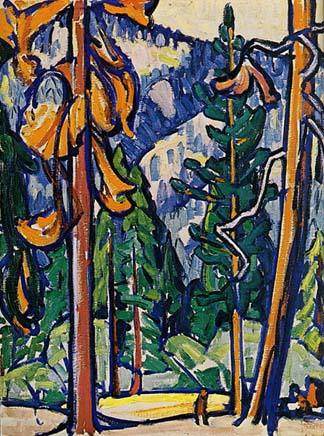
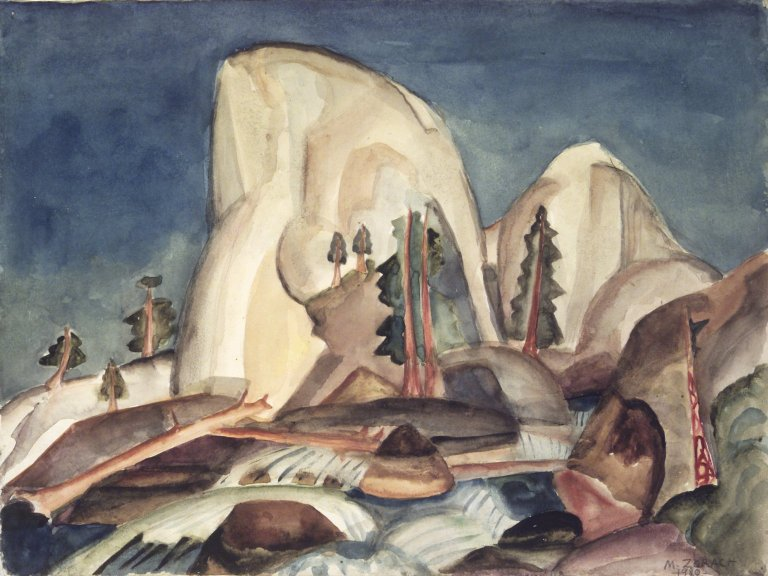
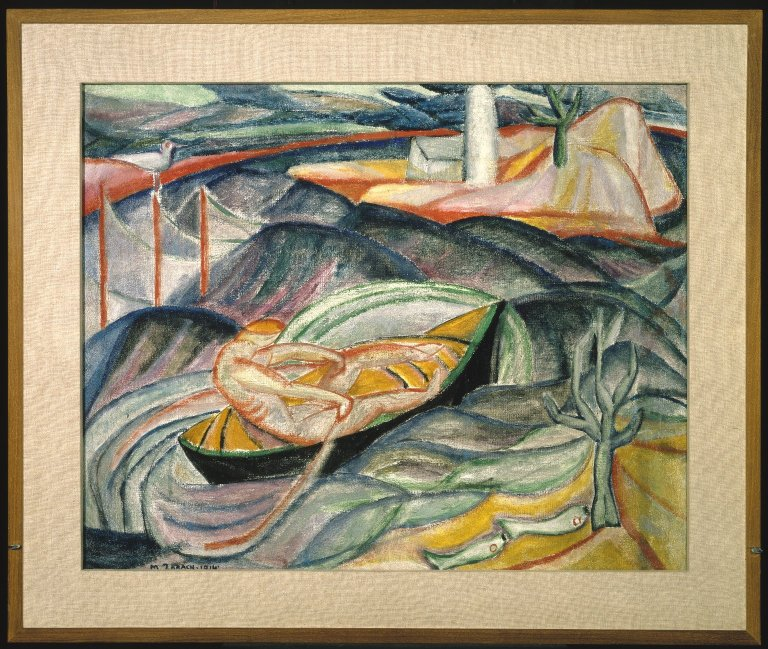
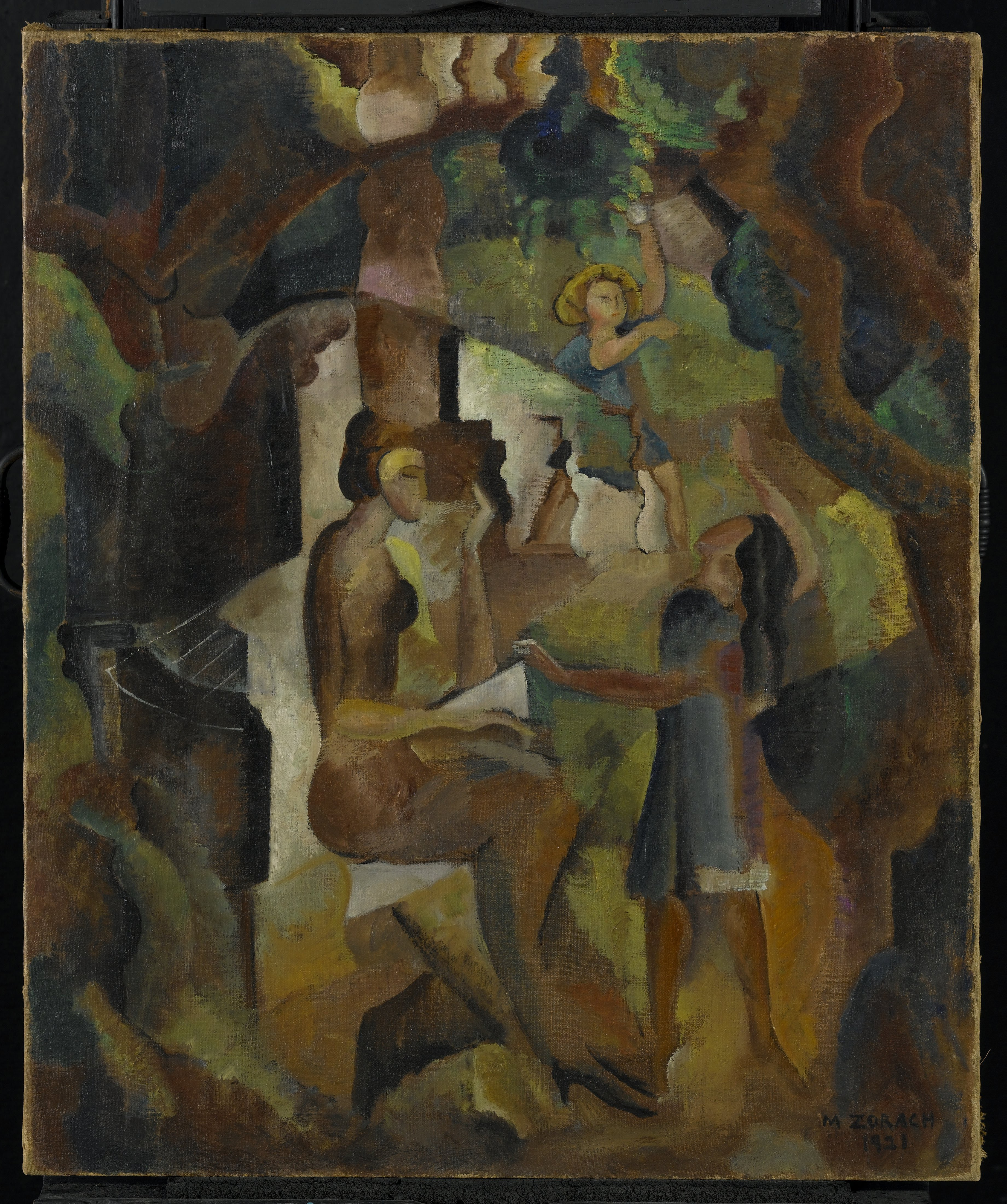
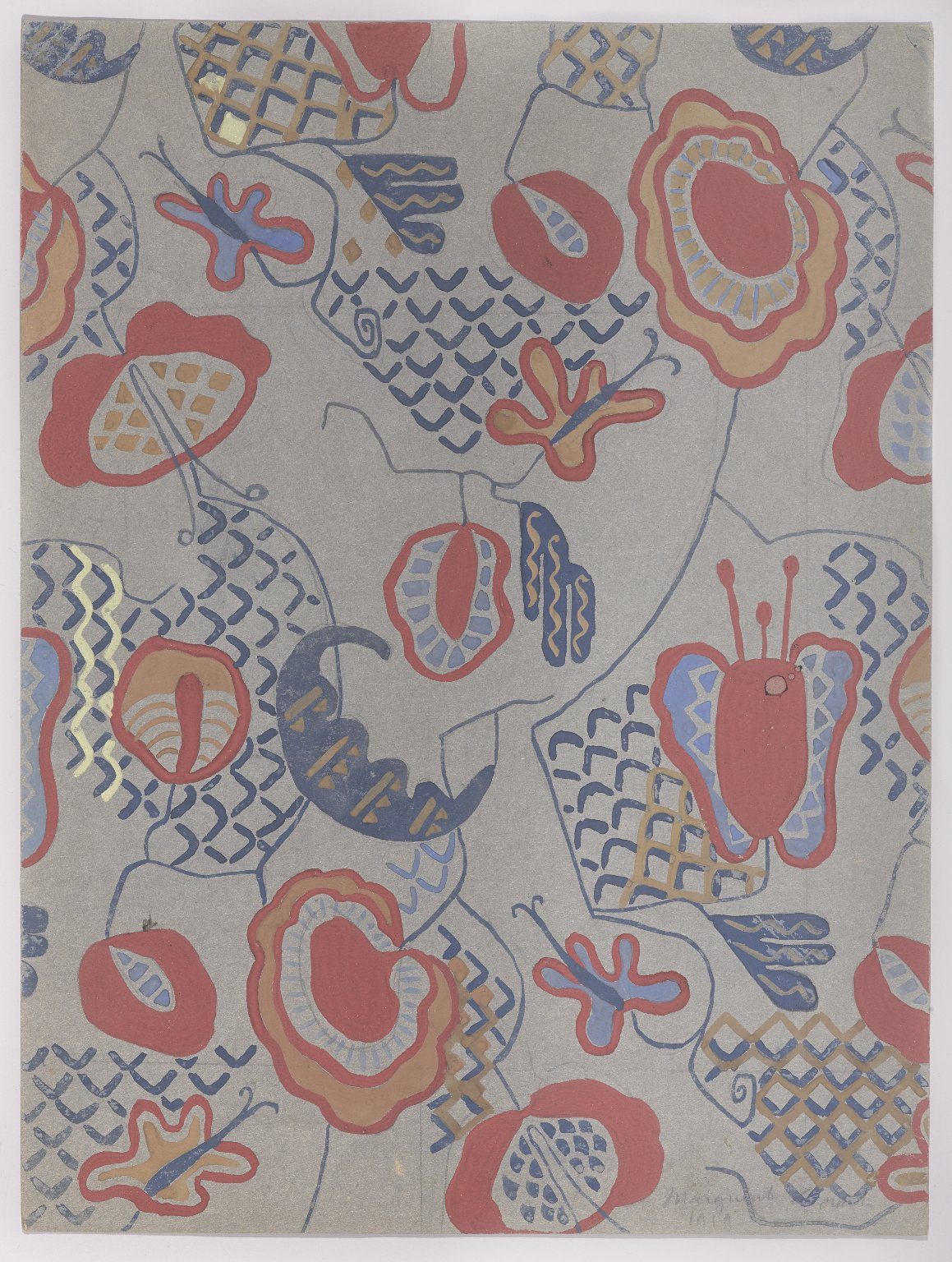